# SV Memmelsdorf/Ufr.
Der SV Memmelsdorf/Ufr. ist ein Fußballverein aus dem unterfränkischen Memmelsdorf, einem Ortsteil der Gemeinde Untermerzbach. 
Der Verein wurde 1946 gegründet. Einen kleinen sportlichen Höhenflug erlebte der Verein in den 1970er Jahren, als er 1975 Meister der B-Klasse und 1977 Meister der A-Klasse wurde und damit erstmals in die Bezirksliga Unterfranken aufstieg. In der Saison 1982/83 landete der SV Memmelsdorf auf Platz zwei in der Bezirksliga und verpasste in zwei Ausscheidungsspielen nur knapp den Aufstieg in die Landesliga Nord. 1992 folgte der Abstieg aus der Bezirksliga.
Größter sportlicher Erfolg aber war 1978 die Teilnahme am DFB-Pokal. In der 1. Hauptrunde unterlag die Mannschaft dem NRW-Oberligisten 1. FC Bocholt mit 1:8. Der ehemalige Bundesliga-Spieler Torsten Oehrl spielte von 1993 bis 1996 in der Jugendmannschaft des SV Memmelsdorf.
Seit 2008 ist der Verein mit dem Nachbarverein VfL Untermerzbach in der Spielgemeinschaft SVM Untermerzbach zusammengeschlossen.